# Артюкино
Артю́кино — деревня в Назаровском сельском поселении Рыбинского района Ярославской области.
Деревня расположена с южной (в сторону Волги) стороны автомобильной дороги Рыбинск—Тутаев (по левому берегу), на правом берегу реки Малая Колокша, которая в деревне меняет направление течения с южного на восточное, образуя тем самым при впадении в Волгу острый мыс, обращенный на восток. С той же стороны дороги в сторону Рыбинска лежит село Спасс, а с противоположной стороны дороги и на другом берегу Малой Колокши — Тимново.
На юго-восток от деревни, то есть на мысе, образованном Малой Колокшей при впадении в Волгу, находится археологический памятник — «Усть-Колокша» (Стоянка 2), стоянка VII—V тысячелетия до н. э..
На 1 января 2007 года в деревне числился 1 постоянный житель. Деревня обслуживается почтовым отделением Назарово. По почтовым данным в деревне 45 домов, которые используются как летние дачи.